# THNSL2
THNSL2 (англ. Threonine synthase like 2) – білок, який кодується однойменним геном, розташованим у людей на 2-й хромосомі. Довжина поліпептидного ланцюга білка становить 484 амінокислот, а молекулярна маса — 54 116.
| 10         |  | 20         |  | 30         |  | 40         |  | 50         |
| ---------- |  | ---------- |  | ---------- |  | ---------- |  | ---------- |
| MWYVSTRGVA |  | PRVNFEGALF |  | SGYAPDGGLF |  | MPEELPQLDR |  | GTLCQWSTLS |
| YPGLVKELCA |  | LFIGSELLPK |  | DELNDLIDRA |  | FSRFRHREVV |  | HLSRLRNGLN |
| VLELWHGVTY |  | AFKDLSLSCT |  | TQFLQYFLEK |  | REKHVTVVVG |  | TSGDTGSAAI |
| ESVQGAKNMD |  | IIVLLPKGHC |  | TKIQELQMTT |  | VLKQNVHVFG |  | VEGNSDELDE |
| PIKTVFADVA |  | FVKKHNLMSL |  | NSINWSRVLV |  | QMAHHFFAYF |  | QCTPSLDTHP |
| LPLVEVVVPT |  | GAAGNLAAGY |  | IAQKIGLPIR |  | LVVAVNRNDI |  | IHRTVQQGDF |
| SLSEAVKSTL |  | ASAMDIQVPY |  | NMERVFWLLS |  | GSDSQVTRAL |  | MEQFERTQSV |
| NLPKELHSKL |  | SEAVTSVSVS |  | DEAITQTMGR |  | CWDENQYLLC |  | PHSAVAVNYH |
| YQQIDRQQPS |  | TPRCCLAPAS |  | AAKFPEAVLA |  | AGLTPETPAE |  | IVALEHKETR |
| CTLMRRGDNW |  | MLMLRDTIED |  | LSRQWRSHAL |  | NTSQ       |  |            |

A: Аланін

C: Цистеїн

D: Аспарагінова кислота

E: Глутамінова кислота

F: Фенілаланін

G: Гліцин

H: Гістидин

I: Ізолейцин

K: Лізин

L: Лейцин

M: Метіонін

N: Аспарагін

P: Пролін

Q: Глутамін

R: Аргінін

S: Серин

T: Треонін

V: Валін

W: Триптофан

Кодований геном білок за функціями належить до ліаз, цитокінів. 
Задіяний у такому біологічному процесі, як альтернативний сплайсинг. 
Білок має сайт для зв'язування з піридоксаль-фосфатом. 
Секретований назовні.